# ワルシャワ国際映画祭
ワルシャワ国際映画祭（波: Warszawski Międzynarodowy Festiwal Filmowy）は毎年秋にポーランド・ワルシャワで開催される映画祭。略称はWMFF。
映画祭は1985年に初開催。1995年からはワルシャワ映画財団が主催するようになり、2005年にはFIPRESCIから認定を受けた。2009年にはFIAPF（国際映画製作者連盟）のコンペティティブ長編映画祭に認定。世界14大映画祭の一つ。

## 日本に関係した事象
- 2007年『腑抜けども、悲しみの愛を見せろ』（監督：吉田大八）　フリースピリットコンペティション部門、大賞受賞。
- 2011年『ももへの手紙』（監督：沖浦啓之）インターナショナルコンペティション部門出品。日本のアニメーション映画で本映画祭への出品は初。
- 2013年『キッズ・リターン 再開の時』（監督：清水浩）インターナショナルコンペティション部門出品。
- 2013年『はなればなれに』（監督：下手大輔）1・2作目コンペティション部門出品。日本映画で同部門への出品は初。
- 2020年『砕け散るところを見せてあげる』（監督：SABU）国際コンペティション部門出品。
- 2020年『浅田家!』（監督：中野量太）国際コンペティション部門出品。最優秀アジア映画賞受賞[1]。
- 2021年『リング・ワンダリング』（監督：金子雅和）国際コンペティション部門出品。エキュメニカル賞・スペシャルメンション[2]。